# 独立和劳动党
独立和劳动党（法語：Parti de l'Indépendence et du Travail，缩写为PIT）是塞内加尔的一个社会主义政党。该党曾经奉行共产主义意识形态，目前已放弃。

## 历史
该党的前身是非洲独立党塞内加尔支部。在1960年地方选举的时候，非洲独立党被指控阴谋煽动推翻政府，要对圣路易的一系列事件负责。于是，非洲独立党被禁止并被迫转入地下，总书记马哈茂德·迪奥普流亡到几内亚。
1963年，在非洲独立党中央委员会的第23次全体大会上，一些政党干部，包括巴巴卡尔·尼昂、蒂蒂安内·巴伊迪·利被以“反党宗派活动和右倾机会主义倾向”的罪名而开除出党。在1963年12月1日的选举中，非洲独立党加入了塞内加尔民主和团结集团。
非洲独立党的很多年轻干部去了莫斯科的帕特里斯·卢蒙巴人民友谊大学学习，一些人被送到古巴接受游击战训练。1965年，25名非洲独立党游击队员潜回塞内加尔东部，试图发动武装斗争推翻政府，但是很快失败被捕。
1965年，由于中苏论战，非洲独立党分裂。亲华的党员们在兰丁·萨瓦内的领导下，另组塞内加尔共产党，这次分裂使得非洲独立党的达喀尔支部瘫痪。1966年，塞义杜·西索科接任总书记。1967年，开展了一次整风运动，巩固了西索科的地位。1972年，前任总书记迪奥普被开除出党，使得该党完全掌握在西索科的手里。
1972年—1975年，非洲独立党在许多方面进行了一系列的重建。党的主要出版物开始逐渐定期出版。接着，非洲独立党组织了一个学生运动——非洲独立党学生运动。非洲独立党学生运动于1975年发展成了塞内加尔大专院校学生、中小学生和旅欧实习教师总联盟。然而，这个学生运动很快脱离了非洲独立党，形成了更激进的民主联盟。
1976年，迪奥普和其支持者另组新党，也称非洲独立党。为便于区别，西索科领导的非洲独立党被称为“非洲独立党—塞内加尔”，迪奥普领导的非洲独立党被称为“非洲独立党—革新”。不久，非洲独立党—革新被官方认可为合法的“非洲独立党”。1977年，非洲独立党—塞内加尔呼吁总统使本党代替非洲独立党—革新作为合法的左翼政党。1978年，西索科领导的非洲独立党呼吁联合抵制大选。1979年，非洲独立党—塞内加尔建立了一个新的下属青年组织——阿尔布里·恩迪艾耶民主青年联盟。
1981年7月9日，非洲独立党—塞内加尔以塞内加尔独立和劳动党的名称向当局注册。1999年3月，塞内加尔独立和劳动党和其他两个左翼政党，决定支持反对派领导人阿卜杜拉耶·瓦德为2000年总统候选人。在瓦德上台后，该党加入了新政府。但不久该党便和瓦德发生了分歧，在加入政府8个月后，被逐出了政府。此后，该党加入了反对派阵营。在2001年4月29日举行的议会选举中，该党获得0.6%的选票，赢得120席中的1席。在2007年的总统和议会选举中，塞内加尔独立和劳动党加入“替代2007”联盟，该联盟支持穆斯塔法·尼亚斯参加2007年2月的总统选举，丹索科被选择牵头联盟的议会选举名单。但后来，大部分反对派（包括塞内加尔独立和劳动党）决定抵制议会选举。
塞内加尔独立和劳动党出版《工人》和《探索》。
目前，该党的总书记是马盖特·蒂亚姆。